# David di Donatello per il miglior attore protagonista

Vittorio Gassman e Alberto Sordi, insieme a Silvana Mangano, durante le riprese de La grande guerra. Sordi e Gassman, con sette premi ciascuno, detengono il record di vittorie.

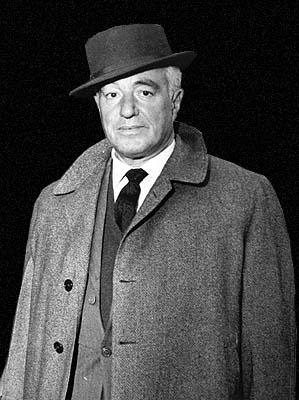
Vittorio De Sica fu il primo attore a vincere il premio nel 1956, per Pane, amore e....

Il David di Donatello per il miglior attore protagonista è universalmente riconosciuto come il più prestigioso riconoscimento italiano per la recitazione che possa essere attribuito ad un attore, in un ruolo da protagonista.
È un premio cinematografico assegnato annualmente nell'ambito dei David di Donatello, a partire dalla prima edizione, con l'eccezione delle edizioni del 1957, 1958 e 1959. Gli attori che hanno vinto più volte questo premio sono Alberto Sordi e Vittorio Gassman, che se lo sono aggiudicati in ben sette occasioni.

## Vincitori e candidati
Negli anni dal 1956 al 1980, non è adoperato il sistema della candidatura, per cui il premio è conferito direttamente al vincitore (tranne nel 1957, 1958 e 1959, quando il premio non viene assegnato).
Dall'edizione del 1981 viene introdotto il sistema di candidature. Inizialmente i candidati al premio sono tre: a volte a causa di ex aequo fra le stesse nomination, i candidati al premio risultano quattro. La formula viene modificata nelle edizioni del 1990, 1991, 1997 e 2000 quando viene introdotto il meccanismo delle cinque candidature. Dal 1992 al 2002 le candidature al premio tornano ad essere tre. Dall'edizione del 2003, la formula delle cinque candidature è introdotta nuovamente e stavolta in maniera costante.

### Anni 1956-1959
- 1956: Vittorio De Sica - Pane, amore e...

### Anni 1960-1969
- 1960: Vittorio Gassman e Alberto Sordi - La grande guerra
- 1961: Alberto Sordi - Tutti a casa
- 1962: Raf Vallone - Uno sguardo dal ponte (Vu du pont)
- 1963: Vittorio Gassman - Il sorpasso
- 1964: Marcello Mastroianni - Ieri, oggi, domani
- 1965
  - Vittorio Gassman (ex aequo) - La congiuntura
  - Marcello Mastroianni (ex aequo) - Matrimonio all'italiana
- 1966: Alberto Sordi - Fumo di Londra
- 1967
  - Vittorio Gassman (ex aequo) - Il tigre
  - Ugo Tognazzi (ex aequo) - L'immorale
- 1968: Franco Nero - Il giorno della civetta
- 1969
  - Nino Manfredi (ex aequo) - Vedo nudo
  - Alberto Sordi (ex aequo) - Il medico della mutua

### Anni 1970-1979
- 1970
  - Nino Manfredi (ex aequo) - Nell'anno del Signore
  - Gian Maria Volonté (ex aequo) - Indagine su un cittadino al di sopra di ogni sospetto
- 1971: Ugo Tognazzi - La Califfa
- 1972
  - Giancarlo Giannini (ex aequo) - Mimì metallurgico ferito nell'onore
  - Alberto Sordi (ex aequo) - Detenuto in attesa di giudizio
- 1973: Alberto Sordi - Lo scopone scientifico
- 1974: Nino Manfredi - Pane e cioccolata
- 1975: Vittorio Gassman - Profumo di donna
- 1976
  - Adriano Celentano (ex aequo) - Bluff - Storia di truffe e di imbroglioni
  - Ugo Tognazzi (ex aequo) - Amici miei
- 1977: Alberto Sordi - Un borghese piccolo piccolo
- 1978: Nino Manfredi - In nome del Papa Re
- 1979: Vittorio Gassman - Caro papà

### Anni 1980-1989
- 1980: Adriano Celentano - Mani di velluto
- 1981
  - Massimo Troisi - Ricomincio da tre
  - Michele Placido - Fontamara
  - Carlo Verdone - Bianco, rosso e Verdone
- 1982
  - Carlo Verdone - Borotalco
  - Beppe Grillo - Cercasi Gesù
  - Alberto Sordi - Il marchese del Grillo
- 1983
  - Francesco Nuti - Io, Chiara e lo Scuro
  - Johnny Dorelli - State buoni se potete
  - Marcello Mastroianni - Il mondo nuovo
- 1984
  - Giancarlo Giannini - Mi manda Picone
  - Nanni Moretti - Bianca
  - Francesco Nuti - Son contento
- 1985
  - Francesco Nuti - Casablanca, Casablanca
  - Ben Gazzara - Uno scandalo perbene
  - Michele Placido - Pizza Connection
- 1986
  - Marcello Mastroianni - Ginger e Fred
  - Nanni Moretti - La messa è finita
  - Francesco Nuti - Tutta colpa del paradiso
- 1987
  - Vittorio Gassman - La famiglia
  - Diego Abatantuono - Regalo di Natale
  - Gian Maria Volonté - Il caso Moro
- 1988
  - Marcello Mastroianni - Oci ciornie
  - Philippe Noiret - Gli occhiali d'oro
  - Carlo Verdone - Io e mia sorella
- 1989
  - Roberto Benigni - Il piccolo diavolo
  - Giancarlo Giannini - 'o Re
  - Carlo Verdone - Compagni di scuola

### Anni 1990-1999
- 1990
  - Paolo Villaggio (ex aequo) - La voce della Luna
  - Gian Maria Volonté (ex aequo) - Porte aperte
  - Sergio Castellitto - Piccoli equivoci
  - Giancarlo Giannini - Il male oscuro
  - Nanni Moretti - Palombella rossa
  - Massimo Troisi - Che ora è
- 1991
  - Nanni Moretti - Il portaborse
  - Diego Abatantuono - Mediterraneo
  - Claudio Amendola - Ultrà
  - Silvio Orlando - Il portaborse
  - Sergio Rubini - La stazione
- 1992
  - Carlo Verdone - Maledetto il giorno che t'ho incontrato
  - Enrico Lo Verso - Il ladro di bambini
  - Gian Maria Volonté - Una storia semplice
- 1993
  - Sergio Castellitto - Il grande cocomero
  - Carlo Cecchi - Morte di un matematico napoletano
  - Silvio Orlando - Un'altra vita
- 1994
  - Giulio Scarpati - Il giudice ragazzino
  - Diego Abatantuono - Per amore, solo per amore
  - Nanni Moretti - Caro diario
  - Silvio Orlando - Sud
- 1995
  - Marcello Mastroianni - Sostiene Pereira
  - Fabrizio Bentivoglio - Un eroe borghese
  - Massimo Troisi - Il postino (postumo)
- 1996
  - Giancarlo Giannini - Celluloide
  - Sergio Castellitto - L'uomo delle stelle
  - Ennio Fantastichini - Ferie d'agosto
  - Giancarlo Giannini - Palermo Milano - Solo andata
- 1997
  - Fabrizio Bentivoglio - Testimone a rischio
  - Claudio Amendola - La mia generazione
  - Leonardo Pieraccioni - Il ciclone
  - Sergio Rubini - Nirvana
  - Carlo Verdone - Sono pazzo di Iris Blond
- 1998
  - Roberto Benigni - La vita è bella
  - Nanni Moretti - Aprile
  - Silvio Orlando - Auguri professore
- 1999
  - Stefano Accorsi - Radiofreccia
  - Antonio Albanese - La fame e la sete
  - Silvio Orlando - Fuori dal mondo

### Anni 2000-2009
- 2000
  - Bruno Ganz - Pane e tulipani
  - Stefano Accorsi - Ormai è fatta!
  - Fabrizio Gifuni - Un amore
  - Carlo Verdone - C'era un cinese in coma

- 2001
  - Luigi Lo Cascio - I cento passi
  - Stefano Accorsi - L'ultimo bacio
  - Nanni Moretti - La stanza del figlio
- 2002
  - Giancarlo Giannini - Ti voglio bene Eugenio
  - Luigi Lo Cascio - Luce dei miei occhi
  - Toni Servillo - L'uomo in più
- 2003
  - Massimo Girotti - La finestra di fronte  (postumo)
  - Roberto Benigni - Pinocchio
  - Fabrizio Bentivoglio - Ricordati di me
  - Sergio Castellitto - L'ora di religione
  - Neri Marcorè - Il cuore altrove
  - Fabio Volo - Casomai
- 2004
  - Sergio Castellitto - Non ti muovere
  - Giuseppe Battiston - Agata e la tempesta
  - Luigi Lo Cascio - La meglio gioventù
  - Silvio Muccino - Che ne sarà di noi
  - Carlo Verdone - L'amore è eterno finché dura
- 2005
  - Toni Servillo - Le conseguenze dell'amore
  - Stefano Accorsi - Provincia meccanica
  - Giorgio Pasotti - Dopo mezzanotte
  - Kim Rossi Stuart - Le chiavi di casa
  - Luca Zingaretti - Alla luce del sole
- 2006
  - Silvio Orlando - Il caimano
  - Antonio Albanese - La seconda notte di nozze
  - Fabrizio Bentivoglio - La terra
  - Kim Rossi Stuart - Romanzo criminale
  - Carlo Verdone - Il mio miglior nemico
- 2007
  - Elio Germano - Mio fratello è figlio unico
  - Vincenzo Amato - Nuovomondo
  - Michele Placido - La sconosciuta
  - Giacomo Rizzo - L'amico di famiglia
  - Kim Rossi Stuart - Anche libero va bene
- 2008
  - Toni Servillo - La ragazza del lago
  - Antonio Albanese - Giorni e nuvole
  - Lando Buzzanca - I Viceré
  - Nanni Moretti - Caos calmo
  - Kim Rossi Stuart - Piano, solo
- 2009
  - Toni Servillo - Il divo
  - Luca Argentero - Diverso da chi?
  - Claudio Bisio - Si può fare
  - Valerio Mastandrea - Non pensarci
  - Silvio Orlando - Il papà di Giovanna

### Anni 2010-2019
- 2010
  - Valerio Mastandrea - La prima cosa bella
  - Antonio Albanese - Questione di cuore
  - Libero De Rienzo - Fortapàsc
  - Kim Rossi Stuart - Questione di cuore
  - Filippo Timi - Vincere
- 2011
  - Elio Germano - La nostra vita
  - Antonio Albanese - Qualunquemente
  - Claudio Bisio - Benvenuti al Sud
  - Vinicio Marchioni - 20 sigarette
  - Kim Rossi Stuart - Vallanzasca - Gli angeli del male
- 2012
  - Michel Piccoli - Habemus Papam
  - Fabrizio Bentivoglio - Scialla! (Stai sereno)
  - Elio Germano - Magnifica presenza
  - Marco Giallini - Posti in piedi in paradiso
  - Valerio Mastandrea - Romanzo di una strage
- 2013
  - Valerio Mastandrea - Gli equilibristi
  - Aniello Arena - Reality
  - Sergio Castellitto - Una famiglia perfetta
  - Roberto Herlitzka - Il rosso e il blu
  - Luca Marinelli - Tutti i santi giorni
  - Toni Servillo - Viva la libertà
- 2014
  - Toni Servillo - La grande bellezza
  - Giuseppe Battiston - Zoran - Il mio nipote scemo
  - Fabrizio Bentivoglio - Il capitale umano
  - Carlo Cecchi - Miele
  - Edoardo Leo - Smetto quando voglio
- 2015
  - Elio Germano - Il giovane favoloso
  - Fabrizio Ferracane - Anime nere
  - Alessandro Gassmann - Il nome del figlio
  - Marco Giallini - Se Dio vuole
  - Riccardo Scamarcio - Nessuno si salva da solo
- 2016
  - Claudio Santamaria - Lo chiamavano Jeeg Robot
  - Alessandro Borghi - Non essere cattivo
  - Marco Giallini - Perfetti sconosciuti
  - Luca Marinelli - Non essere cattivo
  - Valerio Mastandrea - Perfetti sconosciuti
- 2017
  - Stefano Accorsi - Veloce come il vento
  - Valerio Mastandrea - Fai bei sogni
  - Michele Riondino - La ragazza del mondo
  - Sergio Rubini - La stoffa dei sogni
  - Toni Servillo - Le confessioni
- 2018
  - Renato Carpentieri - La tenerezza
  - Antonio Albanese - Come un gatto in tangenziale
  - Alessandro Borghi - Napoli velata
  - Valerio Mastandrea - The Place
  - Nicola Nocella - Easy - Un viaggio facile facile
- 2019
  - Alessandro Borghi - Sulla mia pelle
  - Marcello Fonte - Dogman
  - Luca Marinelli - Fabrizio De André - Principe libero
  - Riccardo Scamarcio - Euforia
  - Toni Servillo - Loro

### Anni 2020-2029
- 2020
  - Pierfrancesco Favino - Il traditore
  - Alessandro Borghi - Il primo re
  - Francesco Di Leva - Il sindaco del rione Sanità
  - Luca Marinelli - Martin Eden
  - Toni Servillo - 5 è il numero perfetto

- 2021
  - Elio Germano - Volevo nascondermi
  - Pierfrancesco Favino - Hammamet
  - Valerio Mastandrea - Figli
  - Renato Pozzetto - Lei mi parla ancora
  - Kim Rossi Stuart - Cosa sarà

- 2022
  - Silvio Orlando - Ariaferma
  - Elio Germano - America Latina
  - Franz Rogowski - Freaks Out
  - Filippo Scotti - È stata la mano di Dio
  - Toni Servillo - Qui rido io

- 2023
  - Fabrizio Gifuni - Esterno notte
  - Alessandro Borghi - Le otto montagne
  - Ficarra e Picone - La stranezza
  - Luigi Lo Cascio - Il signore delle formiche
  - Luca Marinelli - Le otto montagne

- 2024
  - Michele Riondino – Palazzina Laf
  - Antonio Albanese – Cento domeniche
  - Valerio Mastandrea – C'è ancora domani
  - Pierfrancesco Favino – Comandante
  - Josh O'Connor – La chimera

- 2025
  - Elio Germano – Berlinguer - La grande ambizione
  - Francesco Gheghi – Familia
  - Fabrizio Gifuni – Il tempo che ci vuole
  - Silvio Orlando – Parthenope
  - Tommaso Ragno – Vermiglio

## Attori pluripremiati
| Numero di vittorie | Vincitore            | Anni                                     |
| ------------------ | -------------------- | ---------------------------------------- |
| 7                  | Vittorio Gassman     | 1960, 1963, 1965, 1967, 1975, 1979, 1987 |
| 7                  | Alberto Sordi        | 1960, 1961, 1966, 1969, 1972, 1973, 1977 |
| 5                  | Elio Germano         | 2007, 2011, 2015, 2021, 2025             |
| 5                  | Marcello Mastroianni | 1964, 1965, 1986, 1988, 1995             |
| 4                  | Giancarlo Giannini   | 1972, 1984, 1996, 2002                   |
| 4                  | Nino Manfredi        | 1969, 1970, 1974, 1978                   |
| 4                  | Toni Servillo        | 2005, 2008, 2009, 2014                   |
| 3                  | Ugo Tognazzi         | 1967, 1971, 1976                         |
| 2                  | Stefano Accorsi      | 1999, 2017                               |
| 2                  | Roberto Benigni      | 1989, 1998                               |
| 2                  | Sergio Castellitto   | 1993, 2004                               |
| 2                  | Adriano Celentano    | 1976, 1980                               |
| 2                  | Valerio Mastandrea   | 2010, 2013                               |
| 2                  | Francesco Nuti       | 1983, 1985                               |
| 2                  | Carlo Verdone        | 1982, 1992                               |
| 2                  | Gian Maria Volonté   | 1970, 1990                               |
| 2                  | Silvio Orlando       | 2006, 2022                               |